# A Estrela Misteriosa
A Estrela Misteriosa (L'étoile mystérieuse, em francês) é o décimo álbum da série de banda desenhada franco-belga As aventuras de Tintim, produzida pelo belga Hergé. Encomendado pelo jornal belga Le Soir foi editado diariamente entre de 20 de outubro de 1941 a 22 de maio de 1942, em meio à ocupação alemã da Bélgica durante a Segunda Guerra Mundial. história mostra o jovem jornalista belga Tintim, o seu cão Milu e seu amigo Capitão Haddock que viajam a bordo de uma expedição científica ao Oceano Ártico em uma corrida internacional para encontrar um meteorito que havia caído na Terra.

## Enredo
Tintin observa uma estrela que parece aproximar-se cada vez mais da Terra. Num observatório, o professor Calys descobre que é um meteorito que em poucas horas vai embater com o planeta causando o fim do mundo. Felizmente, os cientistas falham os cálculos e o meteorito passa ao lado da terra, embora um fragmento cai no Mar do Norte.
O Prof. Calys descobre que o fragmento contém um elemento químico desconhecido. É organizada uma expedição para recuperar o fragmento, e entre o grupo está Tintim e o Capitão Haddock. Mas, eles vão ter de enfrentar um bilionário que também quer o fragmento e fará tudo para impedir que os protagonistas cheguem ao destino primeiro.

## Adaptações
A Estrela Misteriosa é uma das aventuras de Tintim que foram adaptadas para a primeira série animada de Tintin, Les aventures de Tintin, d'après Hergé pelo estúdio belga Belvision em 1957, dirigido por Ray Goossens e escrito por Michel Greg, ele mesmo um cartunista conhecido que em anos posteriores se tornaria editor-chefe da revista Tintim.
Em 1991, A Estrela Misteriosa foi adaptado para um episódio da série de televisão As Aventuras de Tintim, do estúdio francês Ellipse Animation e o canadense Nelvana. Dirigido por Stéphane Bernasconi, o personagem de Tintim teve a voz de Thierry Wermuth. A Estrela Misteriosa foi a oitava história adaptada na série, sendo dividida em dois episódios de vinte minutos. Dirigida por Stéphane Bernasconi, os críticos elogiaram a série por ser "geralmente fiel", com composições tendo sido tiradas diretamente dos quadrinhos originais.